# Береговая мортирная батарея №7
Береговая мортирная батарея № 7 — построена в конце XIX века как одно из фортификационных сооружений на Северной стороне Севастополя. Входит в Северную группу береговых батарей Севастопольской крепости. Находится на территории микрорайона Радиогорка на улице Симонка к западу от Северного укрепления. Является объектом культурного наследия регионального значения.

## Конструкция батареи
На батарее располагались шестнадцать девятидюймовых мортир образца 1877 года на станках конструкции Р. А. Дурляхова. Орудия имели возможность кругового обстрела и размещались за бетонным бруствером попарно в восьми двориках (барбетах), разделённых между собой небольшими бетонными траверсами. В каждом дворике были обустроены ниши для снарядов и зарядов. Пять траверсов из девяти были двухэтажными, в подвальных этажах которых находились погреба боеприпасов. Вход в погреба прикрывался стальным козырьком. С каждого фланга батареи располагались павильоны для вертикально-базных дальномеров системы Прищепенко. Расстояние между мортирами в парных барбетах — 12,8 м (6 саженей), на смежных — 19,2 м (9 саженей). Бруствер толщиной 2,13 м (1 сажень).

## История

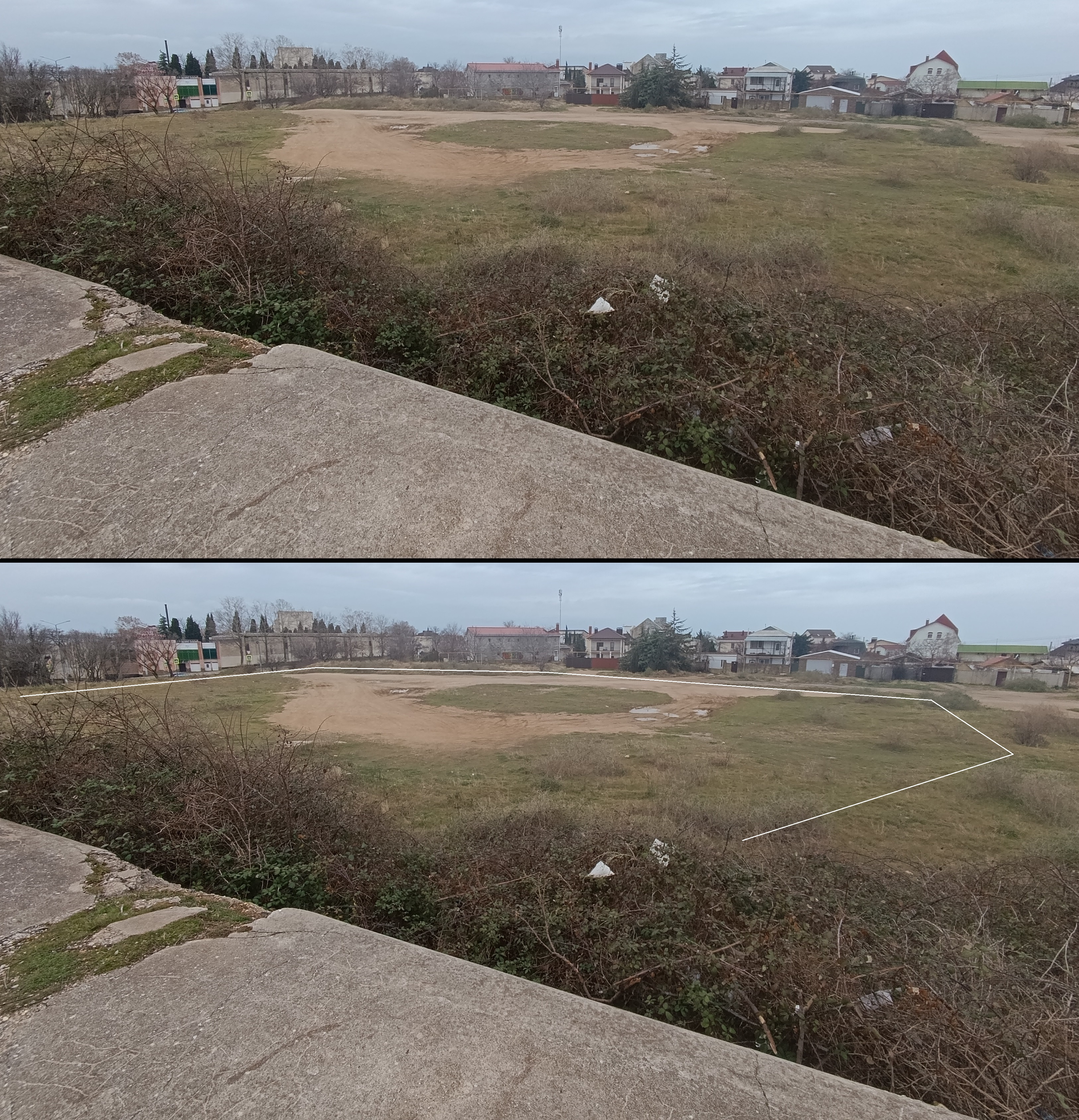
Остатки земляного вала редута № 4 в 2025 году

Батарея строилась одной из последних, когда батареи № 1, 2, 3, 5, 6 уже были готовы в земляном варианте. Решение о строительстве было принято в 1877 году, рядом с редутом № 4 (редут № 9) 1855 года постройки. Остатки земляного вала редута видны и сейчас.

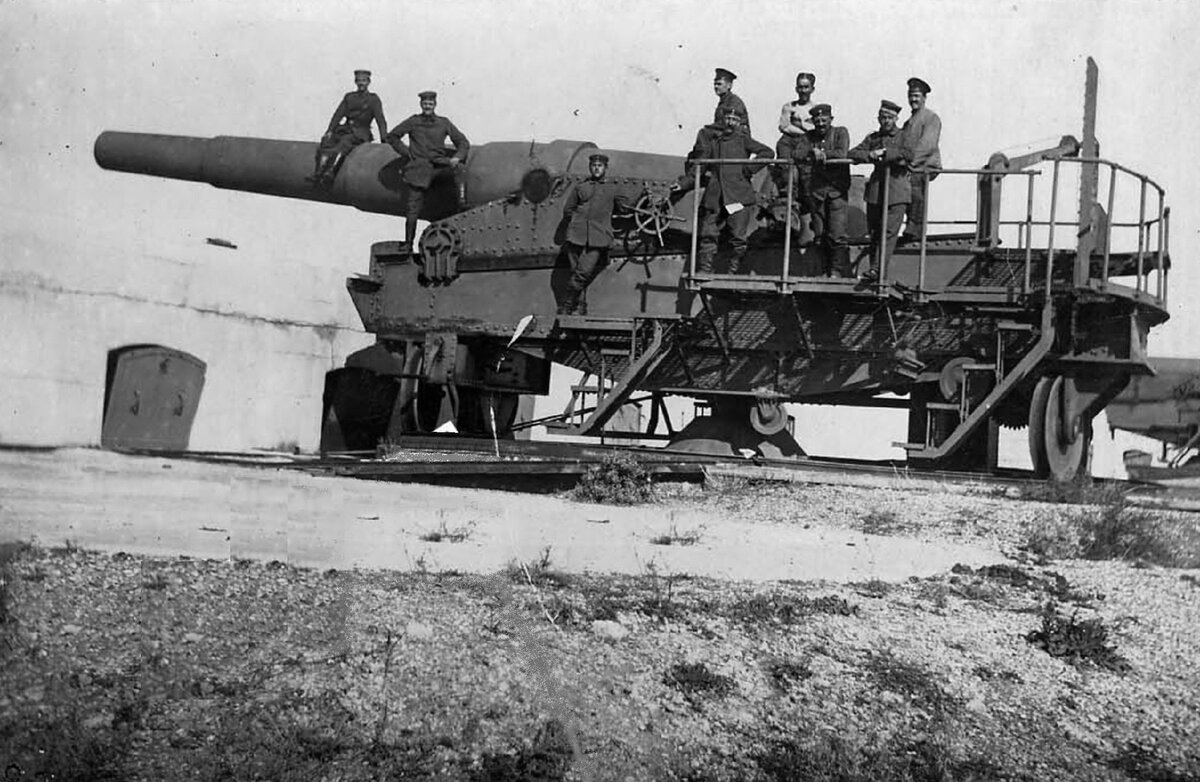
280 мм орудие 7-й мортирной батареи Севастополь осматривают немецкие солдаты. 1918 год, оккупация Крыма кайзеровской армией

В 1913 года на батарее проводили практические стрельбы офицеры ОАШС. В октябре 1914 года, в период Первой мировой войны, батарея участвовала в перестрелке с германским линейным крейсером «Гёбен».
C лета 1915 года все мортиры были демонтированы, а взамен установлены четыре одиннадцатидюймовые пушки образца 1887 года, по одной в первых четырёх парных барбетах южного фаса батареи.
В 1918 году захвачена кайзеровскими войсками в ходе немецкой оккупации Крыма. Вывезти вооружения батареи немцы не смогли. Перед Крымской эвакуацией 1919 года союзники Антанты уничтожали корабли флота и сооружения Севастопольской крепости. Батарея была приведена в негодность французскими войсками подрывом орудий.
В период обороны Севастополя 20 июня 1942 года на бетонном массиве батареи № 7 держали оборону зенитчики 110-го зенитного артиллерийского полка и 79-й батареи.
На массиве имеются множественные боевые повреждения от пуль и осколков. Имеется пролом в бруствере который в послевоенные годы был расширен для проезда автотранспорта. До 2006 года батарея располагалась на территории воинской части СССР, а потом и вооружённых сил украинской армии. На сегодняшний день находится в заброшенном состоянии, хотя периодически проводятся уборки территории от мусора. На батарее установлен информационный стенд. На бывшем гласисе батареи размещено футбольное поле.

## Галерея

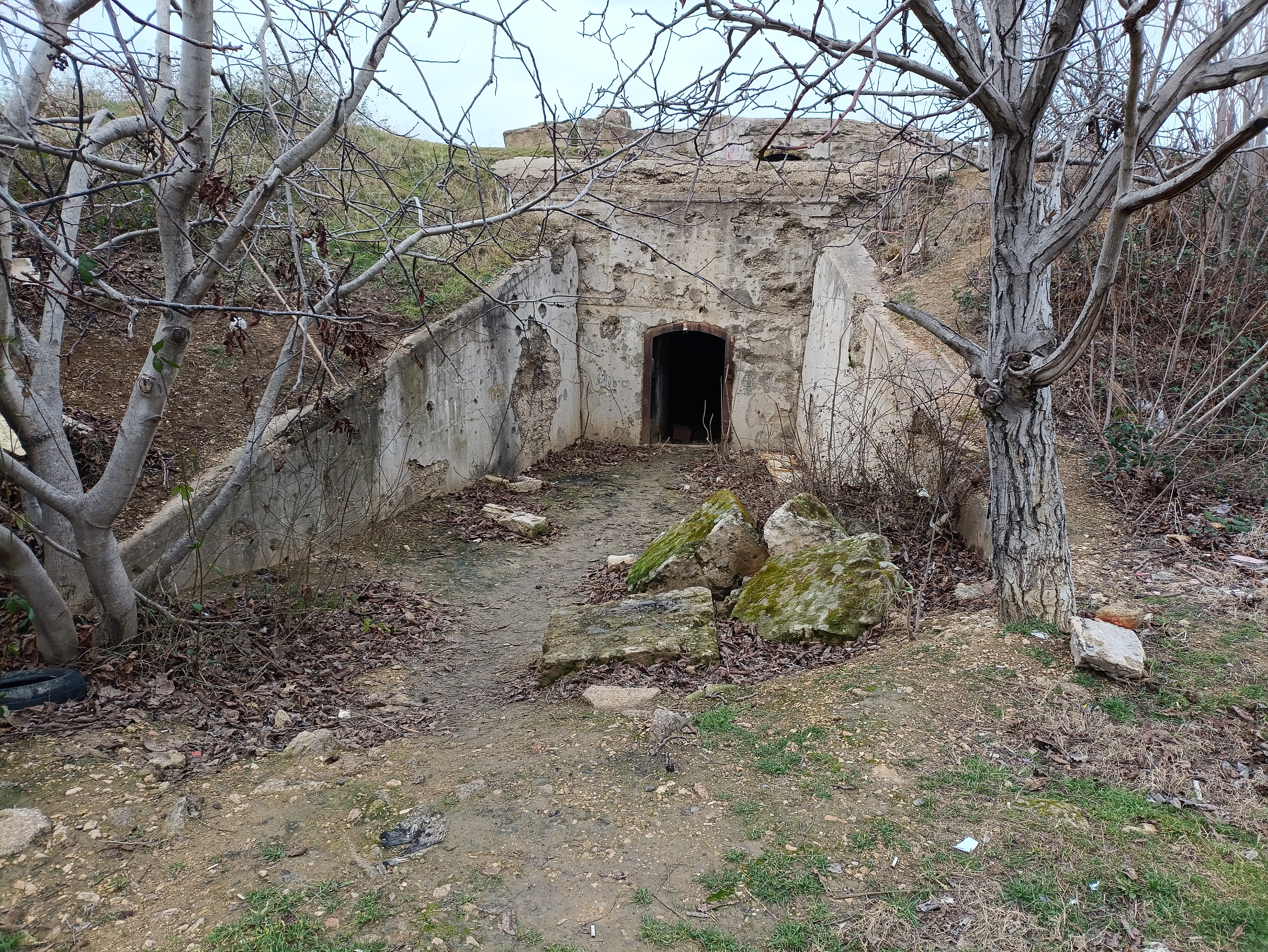
Вход в артиллерийский погреб, южный участок батареи
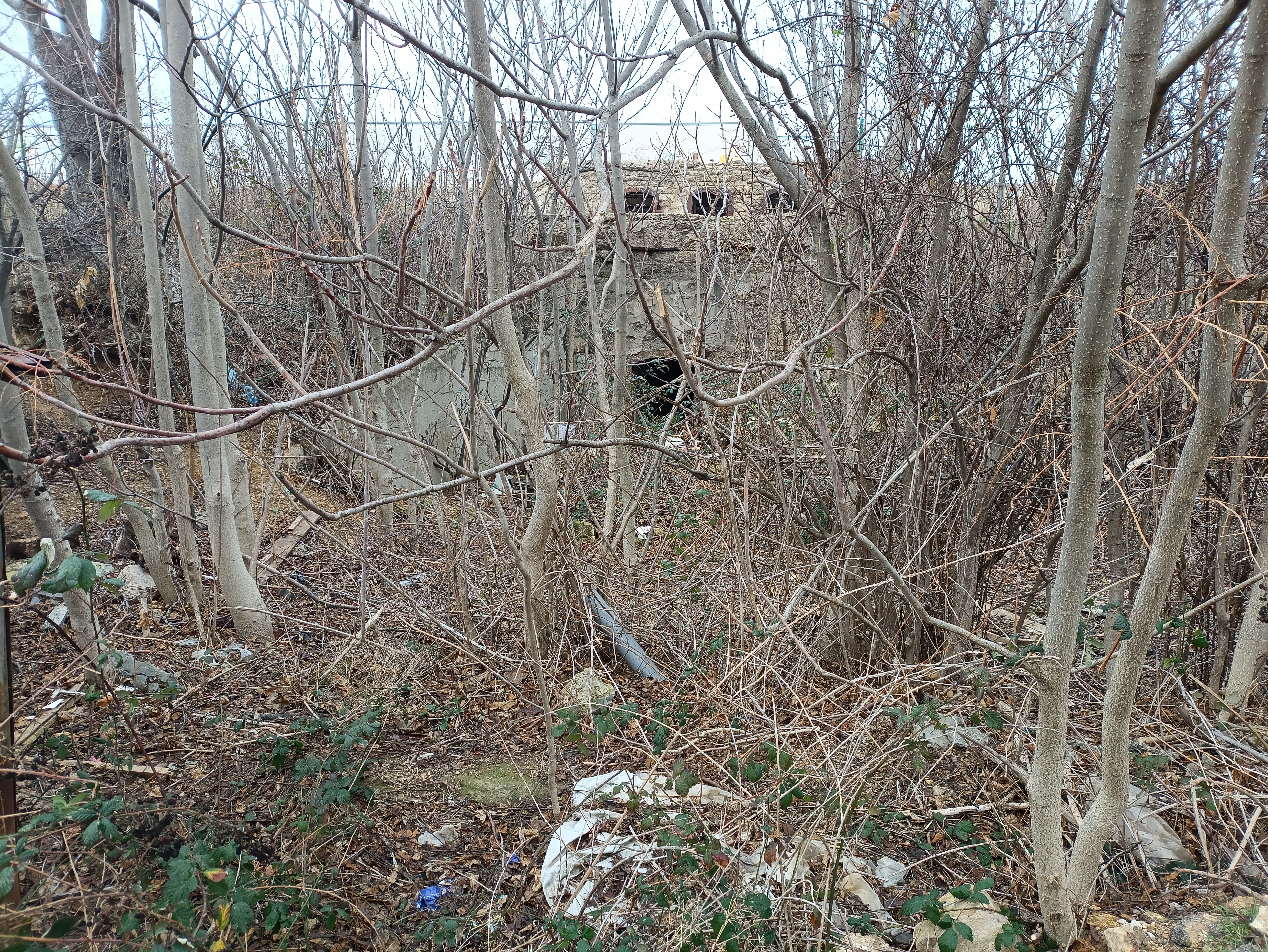
Вход в один из центральных артиллерийских погребов
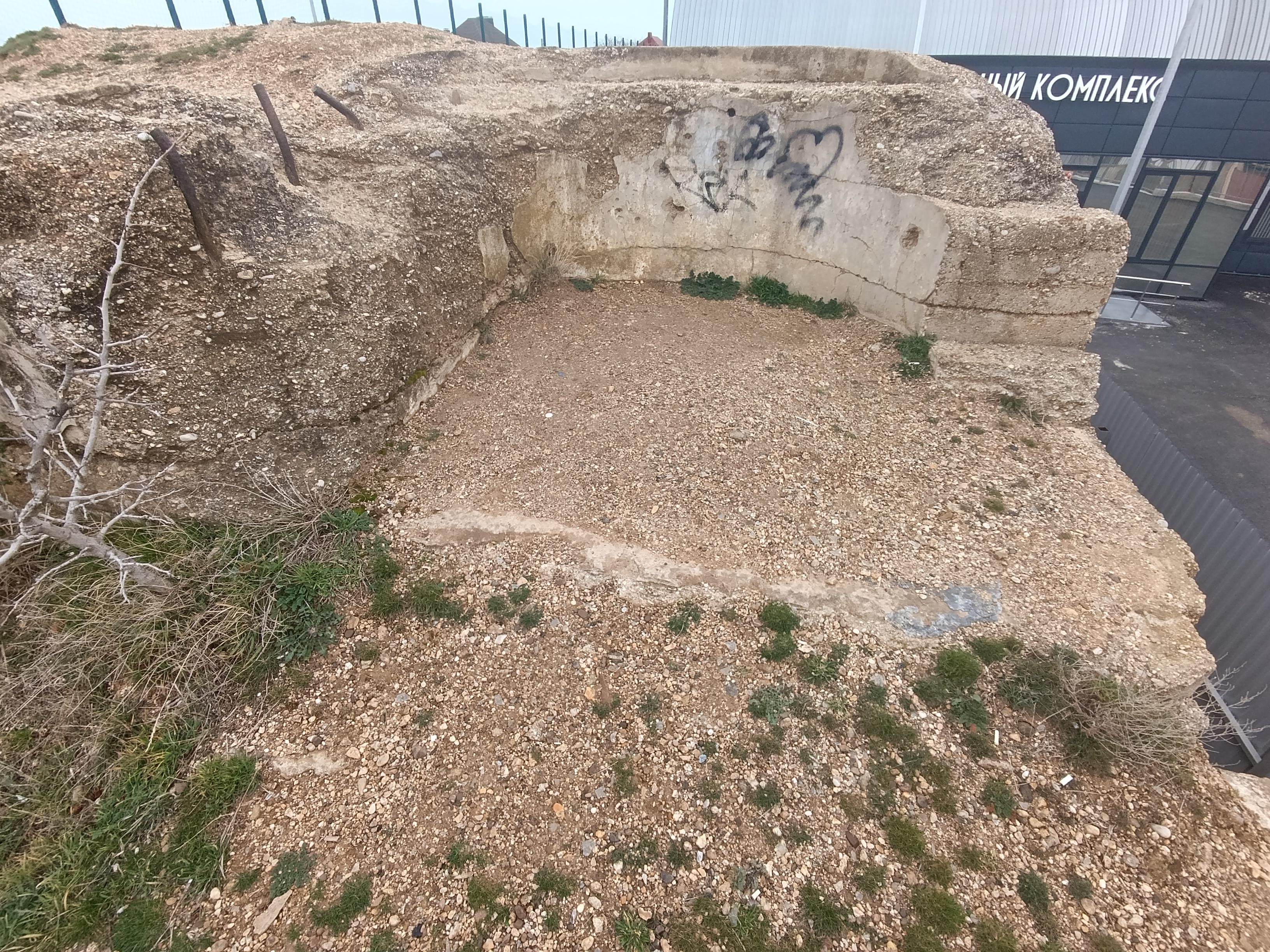
Руины павильона дальномера, северный участок батареи
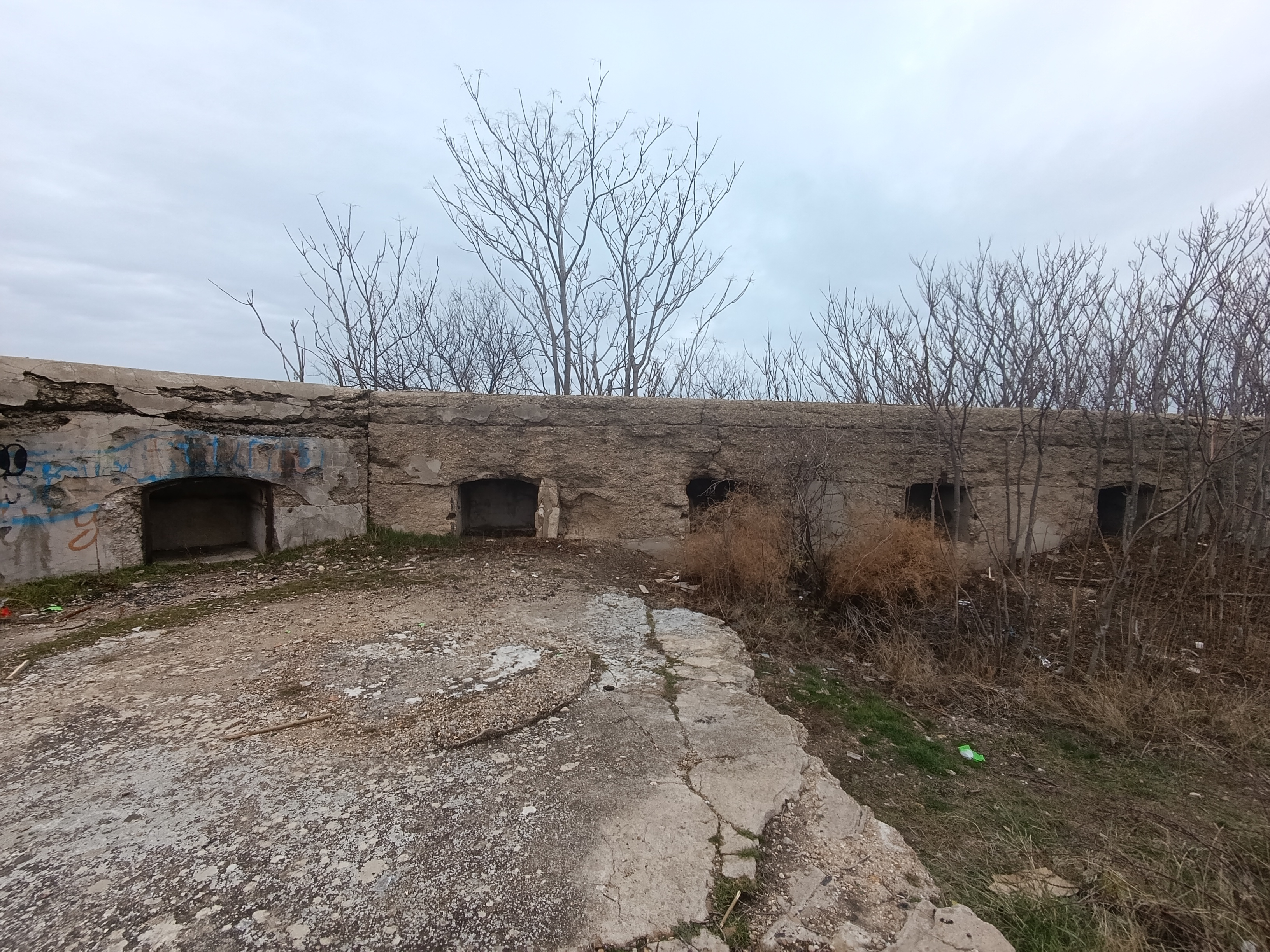
Ниши для снарядов и зарядов
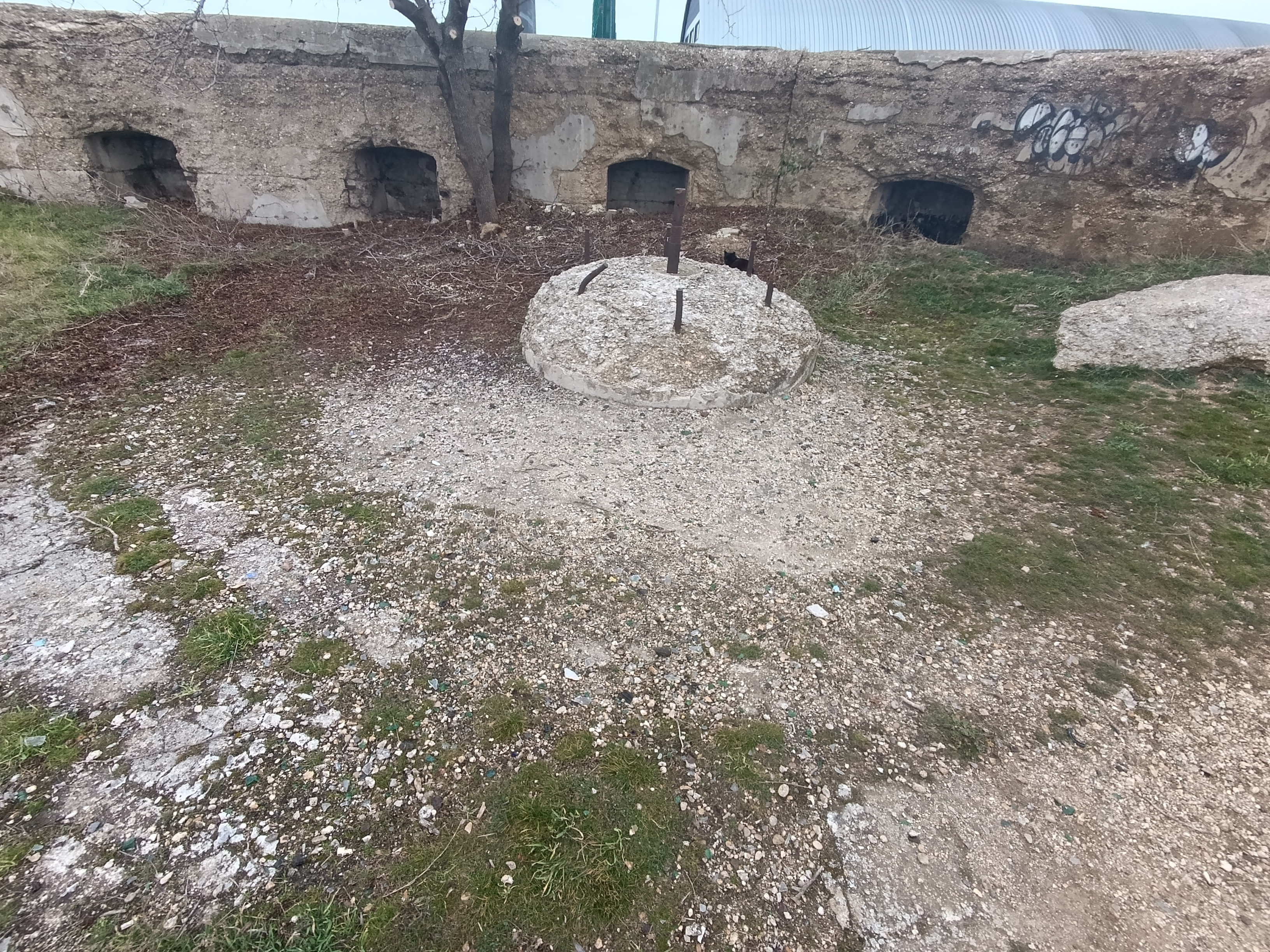
Место установки мортиры, виден кольцевой обвод для лафета
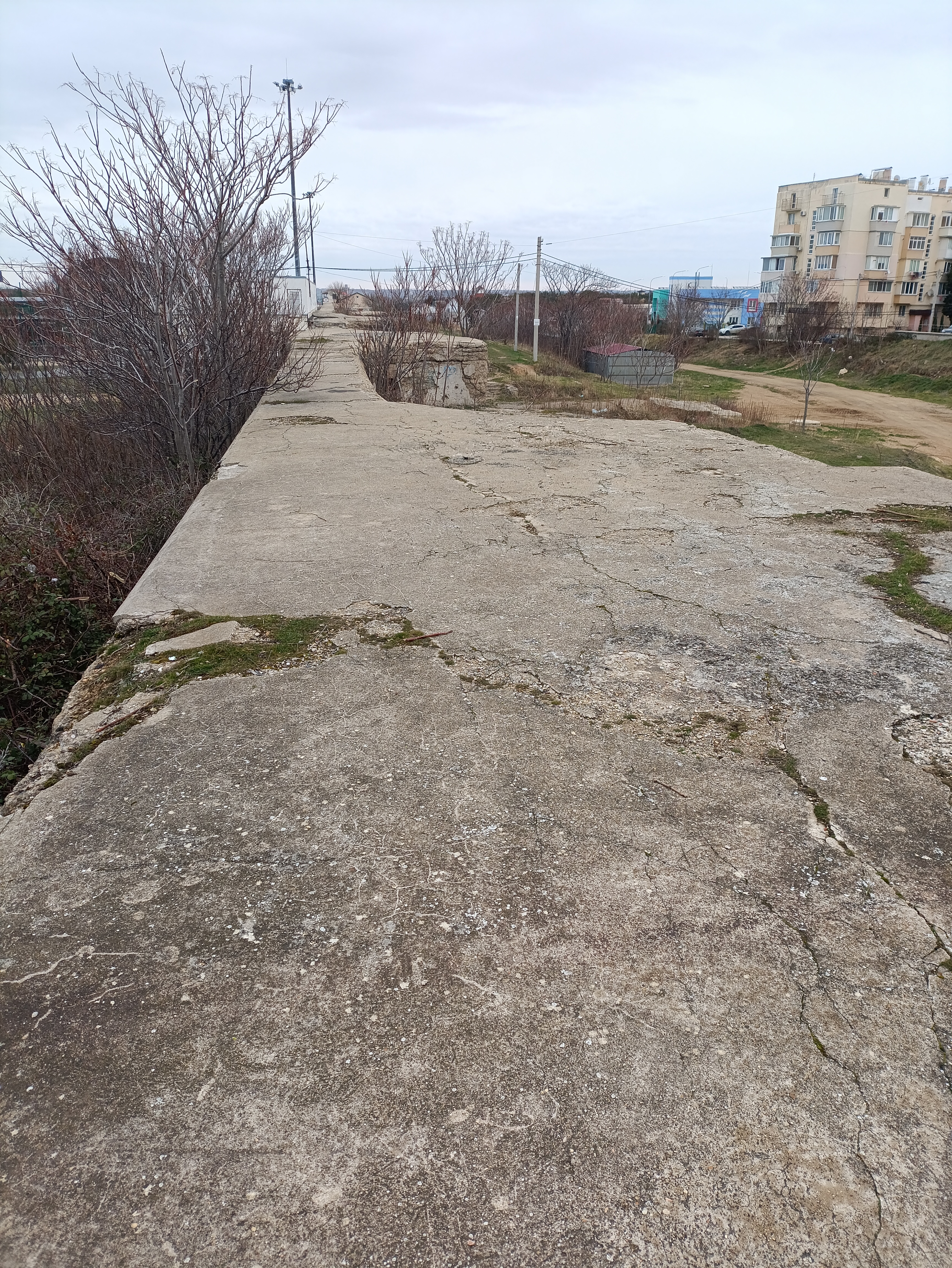
Бруствер батареи №7
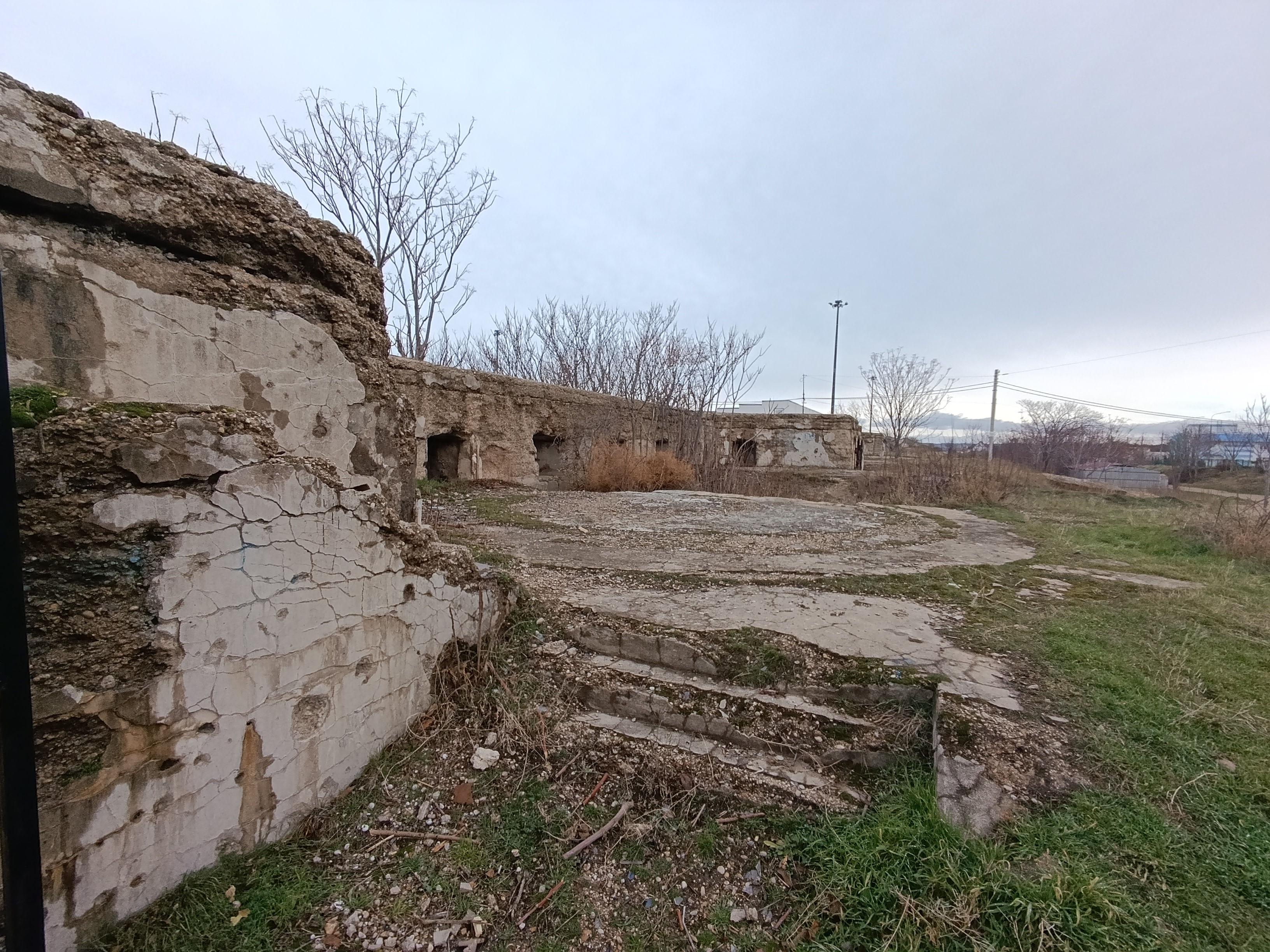
Лестница с барбета, южный участок
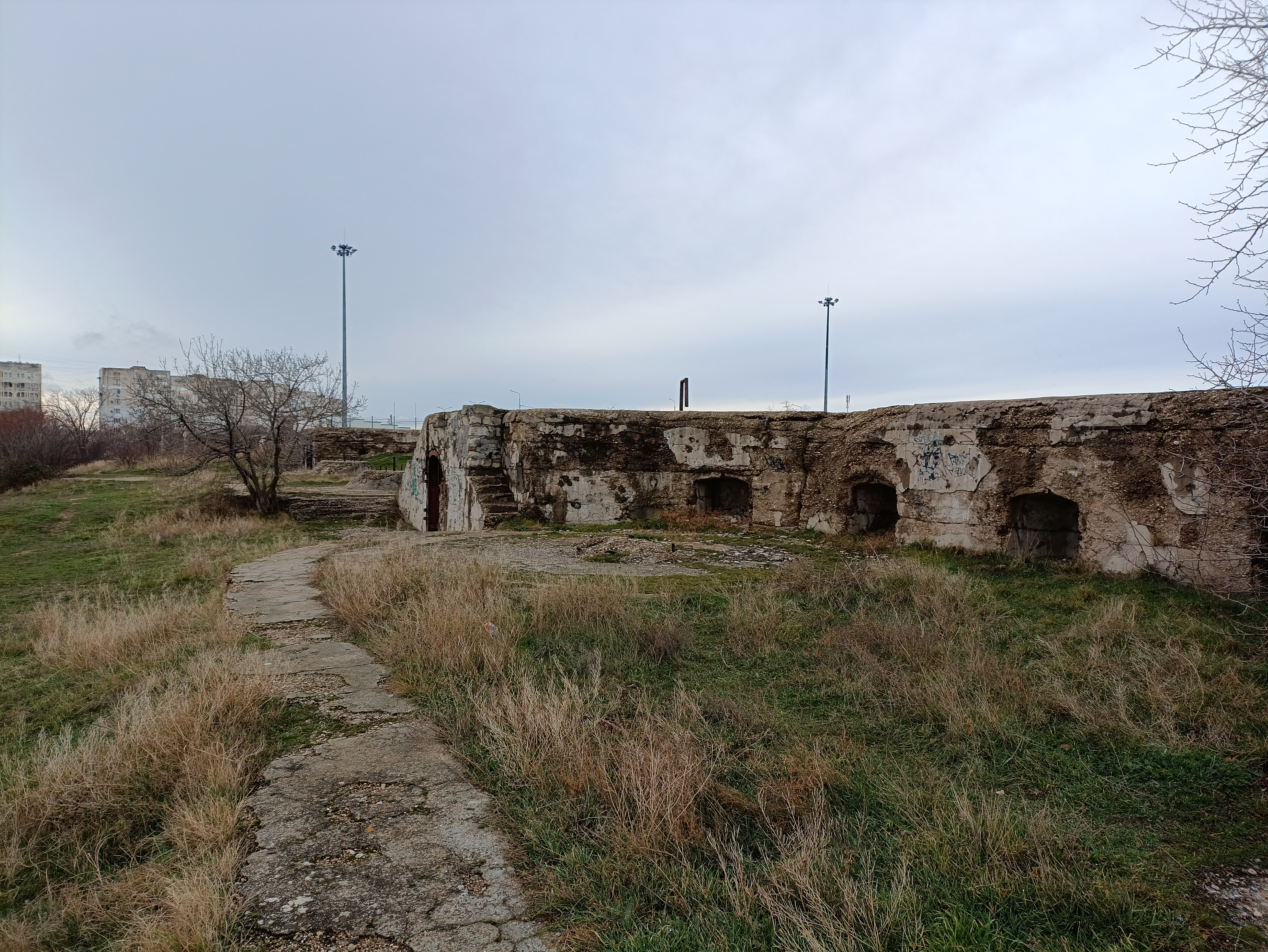
На заднем плане траверс
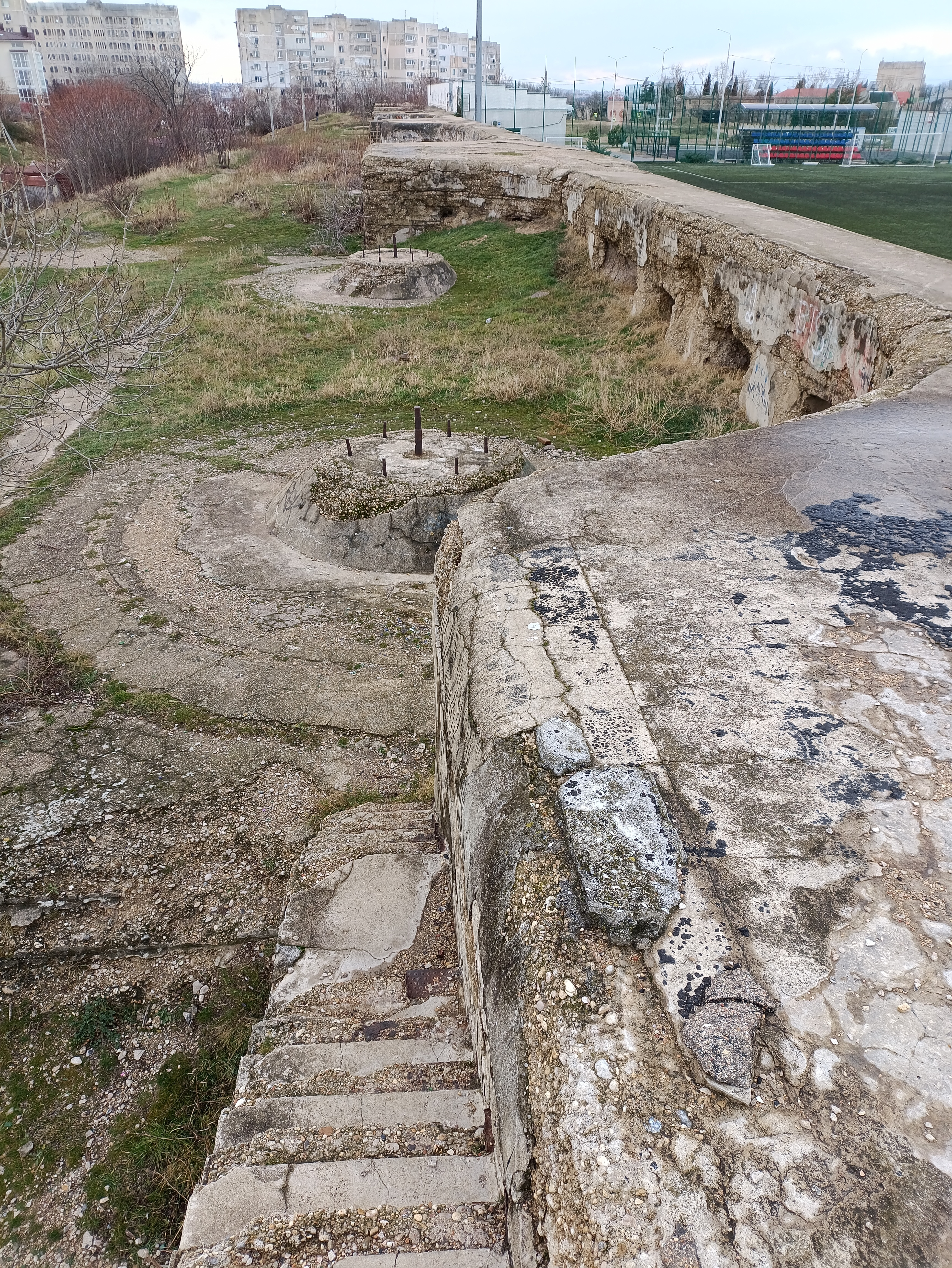
Барбет